# Federigo Tozzi
Federigo Tozzi (Siena, 1. siječnja 1883. – Rim, 21. ožujka 1920.), talijanski je pjesnik i prozni pisac. Poznatija su mu djela roman s autobiografskim elementima Sa zatvorenim očima, te zbirka priča Zvijeri. Njegov literarni rad privukao je pažnju Luigi Pirandello i Italo Calvino, koji ga je smatrao jednim od najvećih europskih pisaca talijanskog podrijetla. Stil mu je koncizan i lakonski, a prema Alberto Moravia Tozzi jednostavnim riječima opisuje velike tragedije. 
Izbor iz djela
- Bestie (1917)
- Con gli occhi chiusi (1919)
- Tri križa (Tre croci, 1920)
- Giovani (zbirka priča, objavljeno postumno, 1920)
- Il podere (objavljeno postumno, 1921)